# Édes Emma, drága Böbe
Édes Emma, drága Böbe is een Hongaarse dramafilm uit 1992 onder regie van István Szabó.

## Verhaal
Na de val van het communisme wordt het verplichte vak Russisch afgeschaft in Hongarije. De docenten Emma en Böbe zien zich genoodzaakt om een snelcursus Engels te volgen. De twee vrouwen proberen zichzelf staande te houden in het postcommunistische Boedapest. Emma tracht daarbij haar integriteit te behouden, maar alles ontglipt haar. Haar vriendin Böbe papt aan met buitenlandse toeristen, prostitueert zich en handelt in deviezen.

## Rolverdeling
| Acteur             | Personage        |
| ------------------ | ---------------- |
| Johanna ter Steege | Emma             |
| Eniko Börcsök      | Böbe             |
| Péter Andorai      | Stefanics        |
| Éva Kerekes        | Szundi           |
| Irma Patkós        | Hermina          |
| Erzsi Pásztor      | Rózsa            |
| Hédi Temessy       | Mária            |
| Irén Bódis         | Moeder van Emma  |
| Erzsi Gaál         | Winkeleigenaar   |
| Zoltán Mucsi       | Szilárd          |
| Tamás Jordán       | Kapitein Szaglár |
| Gábor Máté         | Politieagent     |